# Wijkia pendula
Wijkia pendula là một loài Rêu trong họ Sematophyllaceae. Loài này được (Zanten) H.A. Crum miêu tả khoa học đầu tiên năm 1971.